# 1972 NBA Draft

## Legenda
Pogrubiona czcionka – wybór do All-NBA Team.
|  | - występ w NBA All-Star Game. |

Gwiazdka (*) - członkowie Basketball Hall of Fame.

## Runda pierwsza
| Nr | Zawodnik             | Narodowość        | Drużyna NBA            | College/Drużyna                             |
| -- | -------------------- | ----------------- | ---------------------- | ------------------------------------------- |
| 1  | LaRue Martin (C)     | Stany Zjednoczone | Portland Trail Blazers | Loyola University                           |
| 2  | Bob McAdoo* (C)      | Stany Zjednoczone | Buffalo Braves         | University of North Carolina at Chapel Hill |
| 3  | Dwight Davis (F)     | Stany Zjednoczone | Cleveland Cavaliers    | University of Houston                       |
| 4  | Corky Calhoun (F)    | Stany Zjednoczone | Phoenix Suns           | University of Pennsylvania                  |
| 5  | Fred Boyd (G)        | Stany Zjednoczone | Philadelphia 76ers     | Oregon State University                     |
| 6  | Russell Lee (F)      | Stany Zjednoczone | Milwaukee Bucks        | Marshall University                         |
| 7  | Isaac Stallworth (F) | Stany Zjednoczone | Seattle SuperSonics    | University of Kansas                        |
| 8  | Tom Riker (F)        | Stany Zjednoczone | New York Knicks        | University of South Carolina                |
| 9  | Bob Nash (F)         | Stany Zjednoczone | Detroit Pistons        | University of Hawaii                        |
| 10 | Paul Westphal (G)    | Stany Zjednoczone | Boston Celtics         | University of Southern California           |
| 11 | Ralph Simpson (G)    | Stany Zjednoczone | Chicago Bulls          | Michigan State University                   |
| 12 | Julius Erving* (F)   | Stany Zjednoczone | Milwaukee Bucks        | University of Massachusetts                 |
| 13 | Travis Grant (F)     | Stany Zjednoczone | Los Angeles Lakers     | Kentucky State University                   |

Gracze spoza pierwszej rundy tego draftu, którzy wyróżnili się w czasie gry w NBA to: Chris Ford, Dave Twardzik, Don Buse.